# Atelopus limosus
Atelopus limosus is een kikker uit de familie padden (Bufonidae) en het geslacht klompvoetkikkers (Atelopus). De soort komt endemisch voor in Panama.

## Wetenschappelijke beschrijving
Atelopus limosus werd voor het eerst wetenschappelijk beschreven door Roberto Ibáñez-Díaz, César A. Jaramillo en Frank A. Solís in 1995.

## Voorkomen
Atelopus limosus leeft in centrale delen van Panama, waaronder het Nationaal Park Chagres. De pad leeft in relatief laaggelegen vochtige bossen. Atelopus limosus is bekend van hoogtes van 10 tot 730 meter boven zeeniveau. De soort komt in een relatief klein gebied voor en is hierdoor kwetsbaar. Door de internationale natuurbeschermingsorganisatie IUCN wordt de soort beschouwd als 'Bedreigd'. Tot 2009 was Atelopus limosus lokaal algemeen, maar sindsdien zijn de aantallen door met name de schimmelziekte chytridiomycose en ook door habitatverlies sterk gedaald. Het is nu een zeer zeldzame soort.

## Uiterlijk
Er zijn twee kleurvarianten van Atelopus limosus. In laaglanden komt een vorm voor met een bruine kleur met een gele neus en vingertoppen. In hoger gelegen gebieden komt een vorm voor met een zwarte kleur met gele banden op de kop, de romp en de poten. Bij beide kleurvormen hebben vrouwelijke dieren een rode buik en mannetjes een witte buik met zwarte markeringen. Mannelijke exemplaren worden 26,5 tot 30,7 mm lang, terwijl vrouwtjes met een lengte van 38,9 tot 40,2 mm groter worden.

## Fokprogramma
In het Gamboa Amphibian Rescue Center is een succesvol fokprogramma opgezet voor de zwarte kleurvariant van Atelopus limosus. Het centrum houdt ook een beperkt aantal van de bruine kleurvariant.